# یان یوزف لیفرز
یان یوزف لیفرز (انگلیسی: Jan Josef Liefers؛ زادهٔ ۸ اوت ۱۹۶۴) یک هنرپیشه، و بازیگر سینما اهل آلمان است. وی از سال ۱۹۸۶ میلادی تاکنون مشغول فعالیت بوده‌است.
از فیلم‌ها یا برنامه‌های تلویزیونی که وی در آن نقش داشته است می‌توان به کوبیدن بر در بهشت، گره بادر ماینهوف اشاره کرد.